# Desenzano al Serio
Desenzano al Serio [dezenˈʦaːno alˈseːɾjo] (o più comunemente Desenzano; Desensà [dɛzɛnˈsa] in dialetto bergamasco) è una frazione del comune italiano di Albino. Fu comune autonomo fino al 1928.

## Storia
Il piccolo centro di Desenzano fu citato per la prima volta nel 1194.
In età napoleonica il comune di Desenzano fu aggregato al limitrofo comune di Albino, recuperando l'autonomia con la costituzione del Regno Lombardo-Veneto (1816), ottenendo come frazione il centro abitato di Comenduno.
All'Unità d'Italia (1861) il comune contava 1.180 abitanti. Nel 1863 prese il nome ufficiale di Desenzano al Serio.
Nel 1928 il comune di Desenzano al Serio fu aggregato al comune di Albino. Attualmente, a causa dell'espansione edilizia, il centro abitato si è completamente fuso con i centri abitati di Albino e Comenduno.

## Monumenti e luoghi d'interesse

### Chiesa di San Pietro

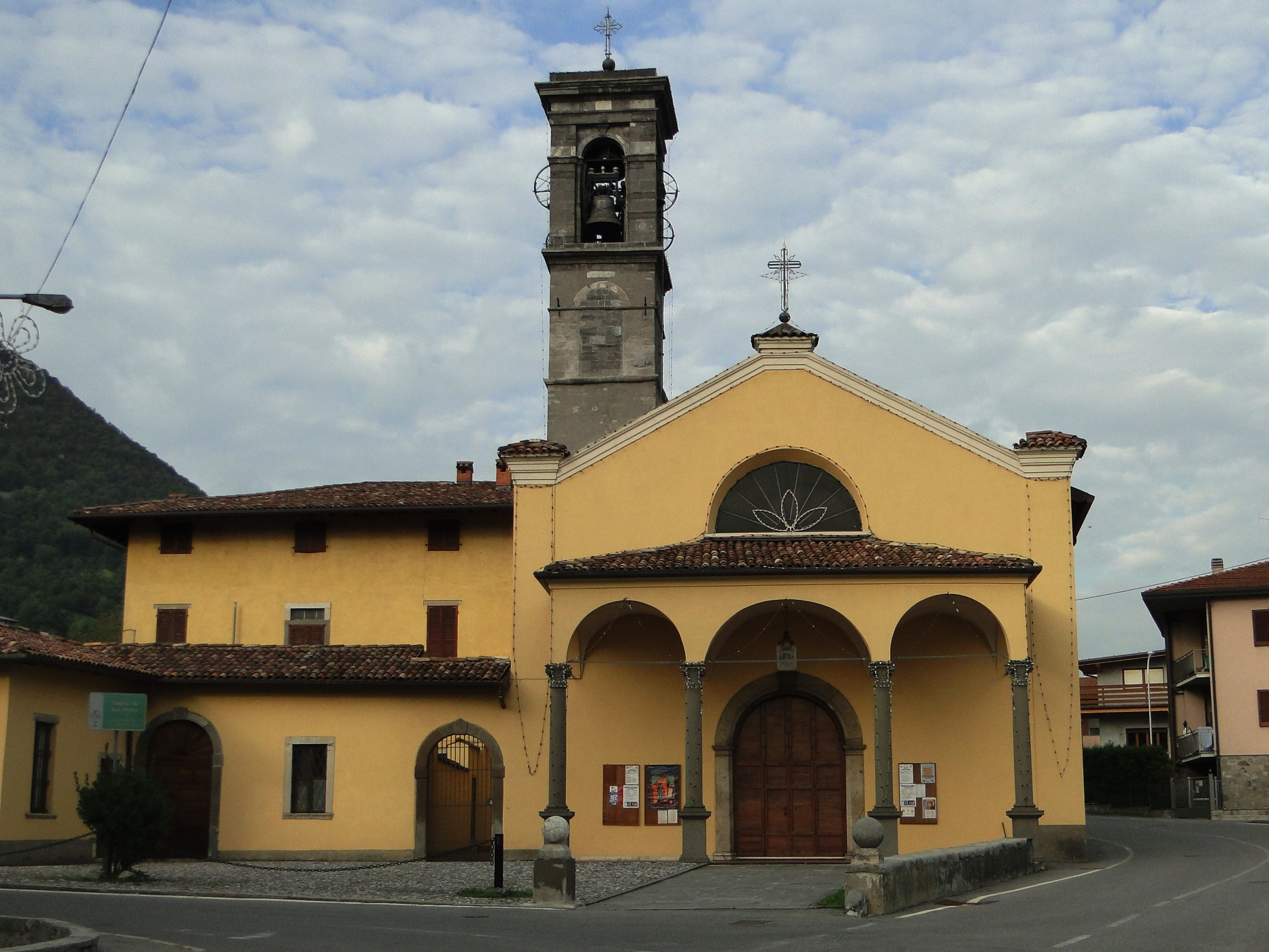
La chiesa parrocchiale di San Pietro

È la chiesa parrocchiale, dedicata a san Pietro, esempio di struttura Trecentesca in stile gotico-lombardo con porticato, un polittico di Antonio Marinoni, con una statua del santo patrono in legno dorato di Pietro Bussolo ed uno stendardo, opera di Enea Salmeggia. Gli altari marmorei del 1720 circa sono ascritti ai fratelli scultori Andrea e Gian Giacomo Manni di Rovio, residenti a Gazzaniga. 

### Santuario della Madonna della Gamba

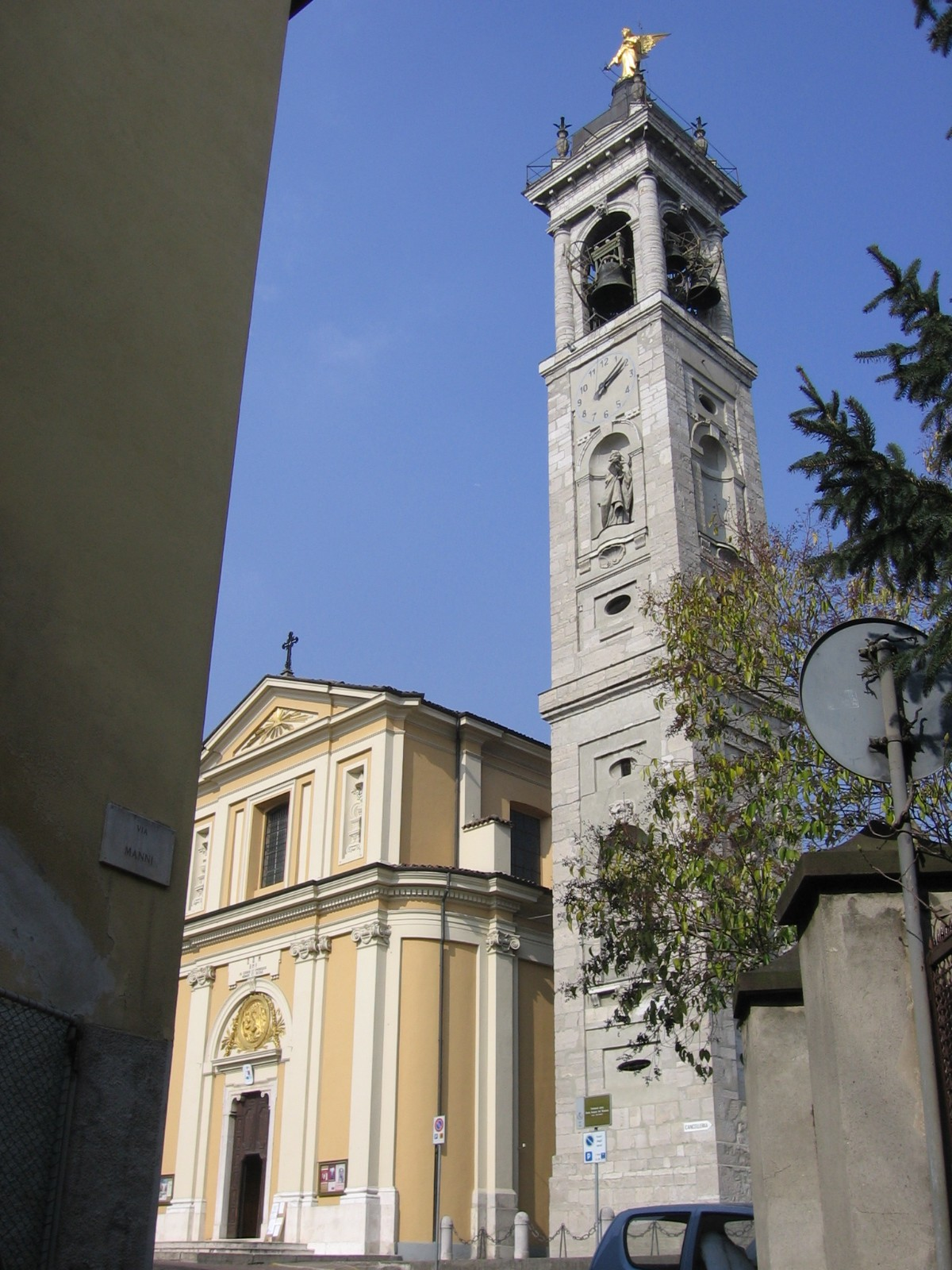
Il Santuario della Beata Vergine del Miracolo.

Il santuario della Madonna del Miracolo, meglio conosciuto come Madonna della gamba, ricorda un evento avvenuto nel 1440: una ragazza guarì miracolosamente dalle ferite riportate ad una gamba, dopo aver pregato la Madonna. Da allora è meta di molti pellegrinaggi da parte tutta la popolazione albinese.
Nel 1448 fu eretta una prima cappella; la chiesa assunse le attuali dimensioni soltanto dopo la ristrutturazione avvenuta nel XVIII secolo. Nel 1740, venne inaugurata, sopra l'antica cappella, una nuova chiesa a navata unica, più ampia della precedente, progettata da Giovan Battista Caniana.
Nel 1797, fu aggiunto un campanile in stile rococò, che ospita un prestigioso concerto di 9 campane in Si bemolle maggiore calante fuse da Francesco D'Adda e Figli di Crema (CR) nel 1931. Nell'abside sono custoditi tre dipinti: l'Annunciazione dell'Angelo a Maria e la Fuga in Egitto, di Francesco Capella, e l'Apparizione della Madonna di Carlo Ceresa; nella chiesa si trovano inoltre il gruppo scultoreo dell'Apparizione di Andrea Fantoni e diversi ex voto.

### Convento dei carmelitani della Ripa
La chiesa del convento fu fondata all'incirca nel 1440 dalla famiglia dei Signori di Comenduno per celebrare la guarigione di tre fanciulle appartenenti alla famiglia. È collocata in posizione ben visibile dal paese. Vent'anni più tardi fu aggiunto anche il convento, con beni e terreni donati dalla famiglia Signori, nel quale si insediarono nel 1468 i Carmelitani dell'osservanza, sostituiti nel 1475 dai Carmelitani conventuali. Nel convento vennero poi collocate le sepolture dei membri della famiglia fondatrice, ai quali poi si aggiunsero anche alcuni esponenti della famiglia Suardi.
I frati rimasero in convento fino al 1788, quando la Repubblica di Venezia lo soppresse. La costruzione fu venduta alla famiglia Briolini che la trasformò in una filanda.

## Infrastrutture e trasporti
Già storicamente servita dalla tranvia Bergamo-Albino, che operò fra il 1912 e il 1953 e dalla ferrovia della Val Seriana, attiva su questa tratta fra il 1884 e il 1967, sul sedime di quest'ultima è in esercizio dal 2009 la tranvia Bergamo-Albino che effettua capolinea presso la preesistente stazione di Albino-Desenzano.